# Garita Internacional de Tecate
La Garita Internacional de Tecate es uno de los tres puertos de entrada en la región metropolitana de San Diego-Tijuana. El puerto terrestre está ubicado entre Tecate, California en Mountain Empire del condado de San Diego y el municipio de Tecate en Baja California. Conecta la Ruta 188 del Estado de California con el Paseo Lázaro Cárdenas, un ramal de la Carretera Federal 2 de México, así como la Carretera Federal 3 hacia el sur. Es un puerto menor en comparación con el puerto de entrada más grande de San Ysidro y el puerto de entrada de Otay Mesa. Esto se atribuye en parte al hecho de que llegar al cruce del lado estadounidense requiere conducir por caminos de montaña angostos y sinuosos.

## Historia
El puerto de entrada original se estableció en algún momento antes de 1919 para inspeccionar el tráfico que viajaba desde Tecate, México, en gran parte para comprar en la tienda Thing Brothers (más tarde la tienda Johnson) en el lado estadounidense de la frontera. La histórica estación de inspección fronteriza actual (donde se sigue inspeccionando a los peatones) se construyó en 1933; este edificio se incluyó en el Registro Nacional de Lugares Históricos de EE. UU. en 1992. En 2005, el puerto se reabrió cuando se completó un proyecto de expansión. El tráfico vehicular ahora se inspecciona en una nueva instalación adjunta a la parte trasera del puerto histórico. El puerto ampliado costó 18 millones de dólares estadounidenses y tenía aproximadamente cinco veces más espacio que la instalación original de 1933.
|                                     |  |                                              |
| Oeste: Garita Internacional Otay II |  | Este: Garita Internacional de Calexico Oeste |
|                                     |  |                                              |